# Nie zapomniałam...
Nie zapomniałam... – siódmy album Urszuli Sipińskiej, wydany w 1988 roku.

## Lista utworów
Strona A:
1. "Mam tylko ciebie (Tylko ty)"
2. "Gdzie ten świat 60-tych lat"
3. "Nie zapomniałam..."
4. "Miękko i czule"
5. "Za krótkie życie"

Strona B:
1. "Przystanek mej młodości"
2. "Mam cudownych rodziców"
3. "Nie mów mi, że kochasz"
4. "Wciąż Arka Noego"
5. "Szalala zabawa trwa"